# Bergkäse
Bergkäse (allemand signifiant fromage de montagne) est le nom d'un groupe de fromages produits dans les Alpes, ou plus généralement en montagne. En français le terme utilisé est fromage d'alpage. Ce groupe comprend entre autres les fromages :
- Appenzeller
- Allgäuer Bergkäse g.U.
- Bargkass
- Battelmatt
- Berner Alpkäse AOP
- Bündner Bergkäse
- Emmental AOP
- Fontina DOP
- Gruyère d'alpage AOP
- L'Etivaz AOP
- Piora
- Montasio PDO
- Sbrinz AOP
- Vacherin fribourgeois AOP
- Walliser
- Vorarlberger Bergkäse g.U.

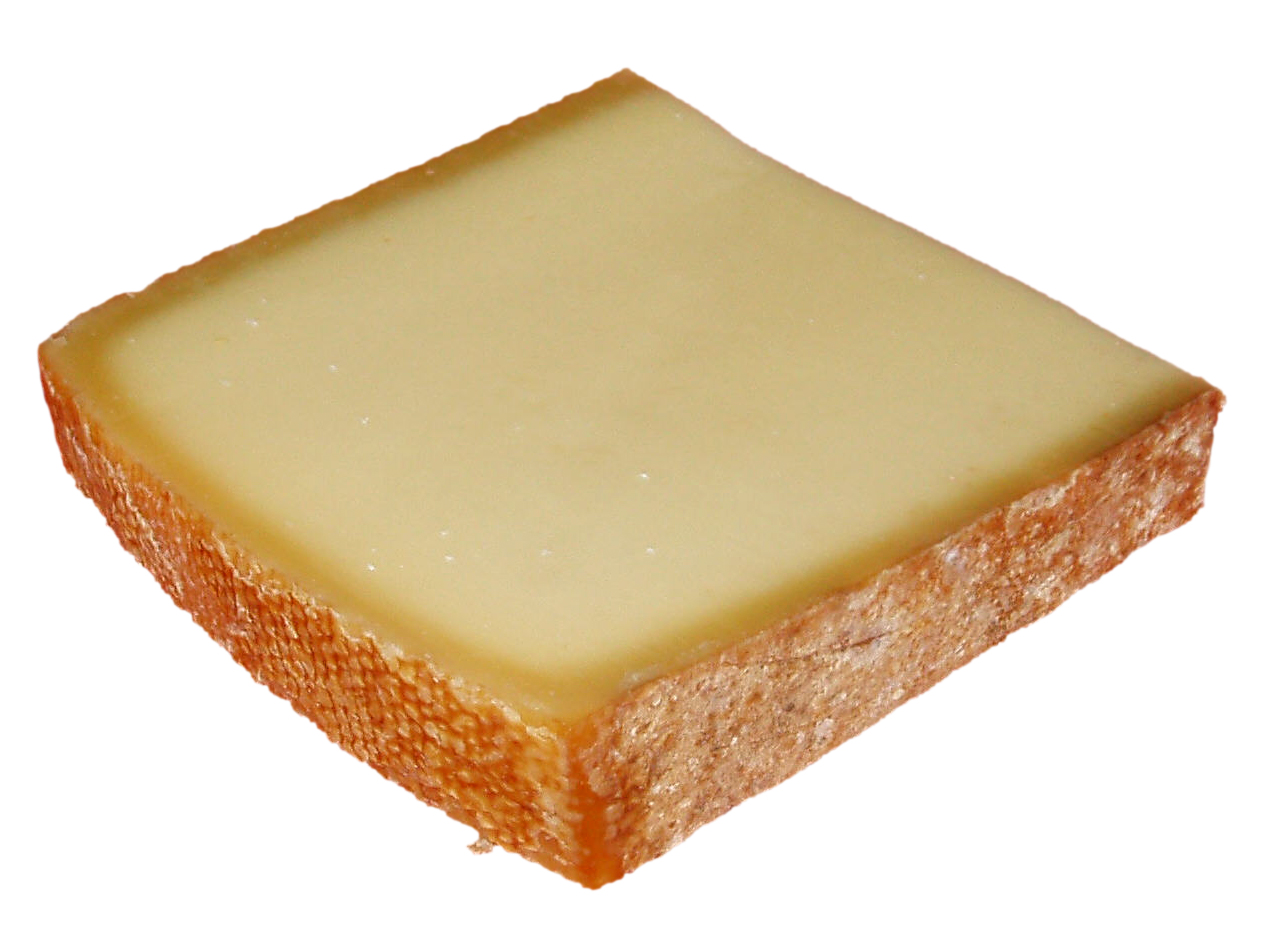
Allgäuer Bergkäse

Le terme est aussi utilisé génériquement (particulièrement en Autriche) pour désigner des fromages aux goût et texture similaires mais qui ne proviennent pas de la même région que les Bergkäse. La texture de ces fromages est plutôt dure, parfois avec des trous ou des fissures, la saveur est forte et parfois a un goût de noisette.